# حکیمه خاتون
حکیمه دختر محمد تقی، امام نهم شیعیان (به عربی: حکیمه بنت محمد الجواد) معروف به حکیمه خاتون از این جهت که راوی احادیث و روایات است، در تاریخ شیعه حائز اهمیت است. از جمله مهم‌ترین روایت او مربوط به تولد و غیبت حجت بن الحسن است که به صورت زیر می‌توان تقسیم‌بندی کرد:
۱. روایات درباره نرجس خاتون ؛ مادر حجت بن الحسن،
۲. روایات درباره تولد حجت بن الحسن
۳. روایات درباره امامت حجت بن الحسن
حکیمه خاتون در حدود سال‌های ۲۱۹ - ۲۱۳  قمری متولد شد. پدرش محمد بن علی الجواد(امام نهم) برادر بزرگش علی بن محمد الهادی(امام دهم) و مادرشان سمانه مغربیه می‌باشد. شوهر حکیمه خاتون در منابع ابوعلی حسن بن‌علی مرعش بن عبیدالله بن ابی‌الحسن محمد اکبر بن محمد حسن بن حسین اصغر بن سجاد بیان شده‌است. ثمرهٔ ازدواج حکیمه خاتون سه فرزند به نام‌های حسین، زید و حمزه بود و در کتاب الفخری فی انساب الطالبین آمده‌است که حسن بن علی مرعش، اولاد و اعقابی در ری وقزوین دارد.
منابع متقدم درباره سال درگذشت حکیمه خاتون اشاره‌ای نکرده‌اند و در منابع متأخر درگذشت او را در سال ۲۷۴ قمری و محل دفن او را سامرا و حرم عسکریین ذکر کرده‌اند.

## پیوندها
- The Life of Imam Muhammad al-Jawad
- The Ninth Imam
- Imam al-Jawwad